# Finski znakovni jezik
Finski znakovni jezik (viittomakieli; ISO 639-3: fse), jedan od dva znakovna jezika gluhih osoba Finske, kojim se služi oko 5 000 osoba od najmanje 8 000 gluhih Finaca, kao i 10 000 ljudi koji ga koriste kao drugi jezik (članovi obitelji gluhih). Prva škola osnovana je 1850.-te godine. Osnovao ju je Carl Oscar Malm (1826–1863) koji se nakon pohađanja škola vratio u domovinu iz Švedske, i uveo švedski znakovni jezik, koji će postat temeljem za nastanak finskog znakovnog jezika.
Danas ima 17 škola za finsku, i jedan za švedsku zajednicu. Finski znakovni jezik sudirat se može na sveučilištu Jyväskylän yliopisto u gradu Jyväskylä.

## Vanjske poveznice
- Ethnologue (14th)
- Ethnologue (15th)